# Tiberius Claudius Nero (praetor in 178 v. Chr.)
Tiberius Claudius Nero was praetor in 178 v.Chr. met de peregrina iurisdictio (rechtspraak in verband met vreemdelingen) onder zijn bevoegdheid, maar hij werd naar Pisa gestuurd met een imperium om de provincia van de consul Marcus Iunius te beheren, want deze was naar Gallië gestuurd om troepen te lichten (Liv., XLI 98.), en zijn gezag daar was uitgebreid. (Liv., XLI 18.) In 172 v.Chr. werd hij op missie gestuurd naar Asia. (Liv., XLII 19.) Hij was in 165 v.Chr. opnieuw praetor, met Sicilia als provincia. (Liv., CXV. 16.)

## Referentie
- W. Smith, art. Nero, Ti. Claudius (6), in W. Smith, A dictionary of Greek and Roman biography and mythology, II, Boston, 1867, p. 1161.